# Laurent Delcasso
Denis Laurent Delcasso est un prêtre et homme politique français né le 15 décembre 1739 à La Cabanasse (paroisse de Saint-Pierre-dels-Forcats, Province du Roussillon) et décédé à une date inconnue.
Il est le père, de Laurent Etienne Pierre Delcasso, né vers 1798, auteur de la traduction française (chant allemand) de "Mon beau sapin", professeur de Rhétorique, et recteur de l'académie de Strasbourg.
Aumônier de Mont-Louis, il est élu comme premier suppléant en 1792 et admis à siéger comme député des Pyrénées-Orientales le 13 août 1793. Il siège à la Plaine. Il est réélu au Conseil des Cinq-Cents le 21 vendémiaire an IV.

## Sources
1. ↑  Georges Livet, « Notice de Laurent Etienne Pierre Delcasso », sur histoire Alsace, 1er janvier 1986 (consulté le 5 novembre 2024)
2. ↑  Laurent Delcasso, « Le sapin », sur Bibliothèque Nationale de France (consulté le 5 novembre 2024)

- « Laurent Delcasso », dans Adolphe Robert et Gaston Cougny, Dictionnaire des parlementaires français, Edgar Bourloton, 1889-1891 [détail de l’édition]
- Jean Capeille, « Delcasso (Laurent) », dans Dictionnaire de biographies roussillonnaises, Perpignan, 1914
- André Balent, « Delcasso (Laurent) », dans Nouveau Dictionnaire de biographies roussillonnaises 1789-2011, vol. 1 Pouvoirs et société, t. 1 (A-L), Perpignan, Publications de l'olivier, 2011, 699 p. (ISBN 9782908866414)